# Ceratostylis lancifolia
Ceratostylis lancifolia är en orkidéart som beskrevs av Joseph Dalton Hooker. Ceratostylis lancifolia ingår i släktet Ceratostylis och familjen orkidéer. Inga underarter finns listade i Catalogue of Life.